# Schneifel (Brandscheid)
Schneifel ist ein Weiler der Ortsgemeinden Brandscheid im Eifelkreis Bitburg-Prüm in Rheinland-Pfalz.

## Geographische Lage
Schneifel liegt rund 900 m nordöstlich von Brandscheid auf einer Hochebene. Der Weiler ist hauptsächlich von Waldbestand umgeben sowie einigen kleinen landwirtschaftlichen Nutzflächen. Nordöstlich von Schneifel fließt ein Ausläufer des Üchenbaches und südöstlich der Watzbach.

## Geschichte
Zur genauen Entstehungsgeschichte des Weilers liegen keine Angaben vor. Bekannt ist, dass Schneifel im Jahre 1885 als Weiler von Brandscheid zur Bürgermeisterei Bleialf gehörte. Der Weiler wurde damals von 43 Menschen bewohnt.

## Naherholung
Wenig nordöstlich des Weilers befindet sich der Wanderrastplatz Brandscheid. Vor allem die ausgedehnten Waldgebiete der Region sind als Erholungsgebiet bekannt und vor allem zum Wandern geeignet. Brandscheid selbst besitzt zwei Wanderrouten des Prümer Landes mit Längen von 7 und 12,5 km. Es handelt sich um Rundwanderwege mit dem Schwerpunkt auf den örtlichen Bachtälern und den Waldgebieten.
Durch den Weiler Schneifel bietet sich eine Route von der Kirche in Brandscheid über Schneifel in das Waldgebiet Helmert bis zum Möhnbachtal und zurück an.

## Verkehr
Es existiert eine regelmäßige Busverbindung.
Schneifel ist zum Teil durch die Landesstraße 20 von Brandscheid in Richtung Ormont im Landkreis Vulkaneifel erschlossen.